# Världsmästerskapen i bordtennis 1963
 Världsmästerskapen i bordtennis 1963 i Prag under perioden 5-14 april 1963.

## Medaljörer

### Lag
| Disciplin            | Guld                                                                | Silver                                                                            | Brons                                                                                  |
| Herrarnas lagtävling | Kina Li Furong Wang Jiasheng Xu Yinsheng Zhang Xielin Zhuang Zedong | Japan Koji Kimura Ken Konaka Keiichi Miki Ichiro Ogimura                          | Västtyskland Erich Arndt Ernst Gomolla Dieter Michalek Eberhard Scholer Elmar Stegmann |
| Herrarnas lagtävling | Kina Li Furong Wang Jiasheng Xu Yinsheng Zhang Xielin Zhuang Zedong | Japan Koji Kimura Ken Konaka Keiichi Miki Ichiro Ogimura                          | Sverige Hans Alsér Stellan Bengtsson Carl-Johan Bernhardt Kjell Johansson              |
| Damernas lagtävling  | Japan Kazuko Ito Kimiyo Matsuzaki Masako Seki Noriko Yamanaka       | Rumänien Maria Alexandru Ella Constantinescu Maria Catrinel Folea Georgita Pitica | Kina Liang Lizhen Qiu Zhonghui Sun Meiying Wang Jian                                   |
| Damernas lagtävling  | Japan Kazuko Ito Kimiyo Matsuzaki Masako Seki Noriko Yamanaka       | Rumänien Maria Alexandru Ella Constantinescu Maria Catrinel Folea Georgita Pitica | Ungern Eva Foldi Erzsebet Heirits Sarolta Lukacs Eva Poor                              |

### Individuellt
| Disciplin   | Guld                         | Silver                    | Brons                      |
| Herrsingel  | Zhuang Zedong                | Li Furong                 | Zhang Xielin               |
| Herrsingel  | Zhuang Zedong                | Li Furong                 | Wang Zhiliang              |
| Damsingel   | Kimiyo Matsuzaki             | Maria Alexandru           | Ella Constantinescu        |
| Damsingel   | Kimiyo Matsuzaki             | Maria Alexandru           | Sun Meiying                |
| Herrdubbel  | Wang Zhiliang Zhang Xielin   | Xu Yinsheng Zhuang Zedong | Li Furong Wang Jiasheng    |
| Herrdubbel  | Wang Zhiliang Zhang Xielin   | Xu Yinsheng Zhuang Zedong | Ken Konaka Keiichi Miki    |
| Damdubbel   | Kimiyo Matsuzaki Masako Seki | Diane Rowe Mary Shannon   | Qiu Zhonghui Wang Jian     |
| Damdubbel   | Kimiyo Matsuzaki Masako Seki | Diane Rowe Mary Shannon   | Kazuko Ito Noriko Yamanaka |
| Mixeddubbel | Koji Kimura Kazuko Ito       | Keiichi Miki Masako Seki  | Zhuang Zedong Qiu Zhonghui |
| Mixeddubbel | Koji Kimura Kazuko Ito       | Keiichi Miki Masako Seki  | János Faházi Eva Foldi     |

### Fotnoter
1. ↑  ”World Championships Results”. ITTF Museum. Arkiverad från originalet den 11 maj 2012. https://web.archive.org/web/20120511103023/http://www.ittf.com/museum/results/WorldChresults.html. Läst 7 april 2012.
2. ↑  ”ITTF Statistics”. ittf.com. Arkiverad från originalet den 4 mars 2016. https://web.archive.org/web/20160304053036/http://www.ittf.com/ittf_stats/All_events4.asp?Competition_ID=39. Läst 7 april 2012.